# Umatilla (langue)
Cet article concerne la langue. Pour le peuple, voir Umatilla (tribu).
L’umatilla est une langues sahaptiennes et une variété du sahaptin. Il est parlé par les Umatillas dans la réserve des tribus confédérées de la nation indienne umatilla (en) dans l’Oregon aux États-Unis.

## Écriture
| ˀ  | a | c | c̓ | č | č̓ | h | i | ɨ | k  | k̓  | kʷ |
| k̓ʷ | l | ł | m | n | p | p̓ | q | q̓ | qʷ | q̓ʷ | s  |
| š  | t | t̓ | ƛ | ƛ̓ | u | w | x | x̣ | xʷ | x̣ʷ | y  |

## Sources
- (en) Phillip E. Cash Cash, Tɨmnákni tímat (Writing from the heart) : Sahaptin discource and text in the speaker writing of X̣ílux̣in (thèse de master), University of Arizona, 2000 (lire en ligne)
- (en) Joana Worth Jansen, Grammar Of Yakima Ichishkíin/Sahaptin (thèse de Ph.D.), University of Oregon, 2010 (lire en ligne)
- (en + uma) Noel Rude et Confederated Tribes of the Umatilla Indian Reservation, Umatilla dictionary, Seattle, Confederated Tribes of the Umatilla Indian Reservation et University of Washington Press, 2014 (ISBN 9780295994284)